# Война за австрийское наследство
Война́ за австри́йское насле́дство (1740—1748) — длительный военный конфликт, вызванный попыткой ряда европейских держав оспорить завещание австрийского императора Карла VI и расчленить значительные владения дома Габсбургов в Европе.

## Претензии сторон

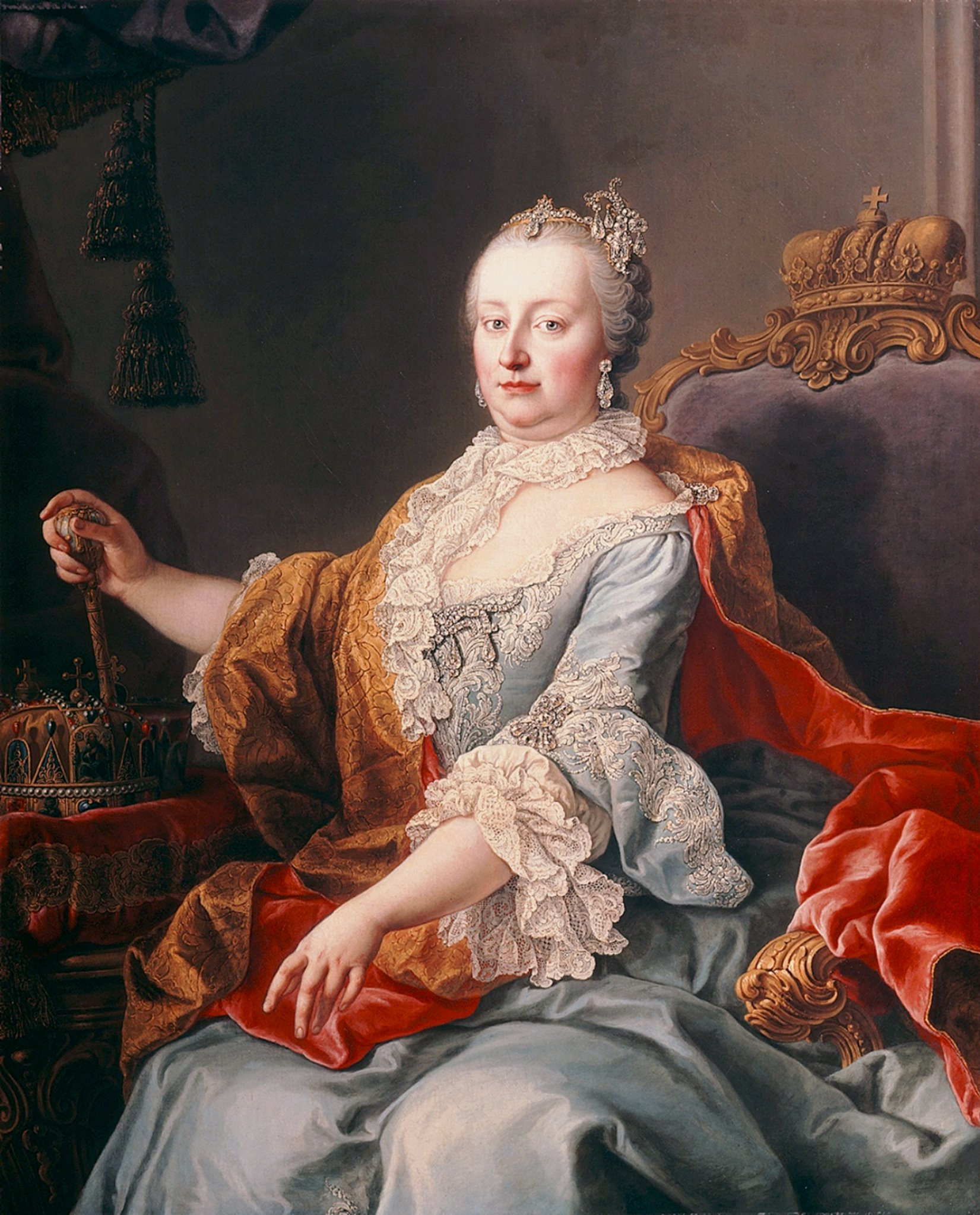
Мария-Терезия

После смерти императора Карла VI 20 октября 1740 года его старшая дочь, Мария Терезия (бывшая в супружестве с герцогом Стефаном Лотарингским), права которой на престол были признаны европейскими державами ещё при жизни Карла VI, вступила, согласно постановлению Прагматической санкции, во владение всеми землями австрийской монархии. Однако, тотчас же после смерти императора, все претенденты (король испанский Филипп V, курфюрст баварский Карл-Альбрехт, курфюрст саксонский и король польский Август III и король сардинский Карл Эммануил III) возобновили свои притязания на австрийские земли, а одновременно с тем заявлены были и разные другие притязания.
Курфюрст баварский Карл-Альбрехт протестовал против восшествия на престол Марии Терезии и в качестве потомка дочери императора Фердинанда I, Анны, опираясь на наследственный договор 1546 года, заявлял притязания на всё Габсбургское наследие.
Подобные притязания подняты были и со стороны Испании, которая основывалась на старинных наследственных договорах между австрийскими и испанскими линиями Габсбургского дома.
С тем же выступил и курфюрст саксонский Август III, женатый на старшей дочери Иосифа I.
Франция же захотела воспользоваться таким положением вещей, чтобы разрушить австрийскую монархию. К союзу, который она заключила с Баварией, примкнули Пруссия и Саксония. Кроме того, к участию в действиях были привлечены и другие государства, в том числе короли неаполитанский и сардинский, курфюрсты пфальцский и кёльнский. С ними велись тайные переговоры о разделе Австрии; германская императорская корона должна была достаться курфюрсту баварскому.
Молодой король прусский Фридрих II, давно желавший увеличить свои владения за счёт Австрии, решил воспользоваться для своих целей сложившейся политической обстановкой, чтобы заявить древние права своего дома на силезские герцогства Лигниц, Волау, Бриг и Егерндорф. Переговоры его с Англией (король которой, как владетель Ганновера, не желал расширения Пруссии), однако, успеха не имели, и Англия из традиционной вражды к Франции стала на сторону Австрии, так же поступили и голландские Генеральные штаты.
Тем не менее, положение Австрии в 1740 году оказалось крайне тяжёлым: финансы были совершенно расстроены, армия — в половинном комплекте, запасов не было.

## Начало войны с Пруссией, 1740 год
В ноябре 1740 года Фридрих мобилизовал около 25 тысяч человек, разделённых на два корпуса: I-й под командованием фельдмаршала Шверина (19 тысяч) для действий в открытом поле, II-й — наследного принца Ангальт-Дессау, для осады крепости Глогау.
16 декабря прусская армия перешла границу. Вследствие крайней слабости австрийских войск в Силезии, к концу января 1741 года весь край почти без сопротивления был занят пруссаками, за исключением крепостей Глогау, Бриг и Нейссе. Командующий австрийскими силами фельдмаршал-лейтенант Броун отступил в Моравию.
Медлительность французов и саксонцев, решительный отказ Марии-Терезии уступить добровольно Силезию и вести о формировании в пределах Венгрии сильной армии создавали для Фридриха неожиданную обстановку. В начале февраля прусская армия, в ожидании подкреплений, расположилась на зимние квартиры, вдоль границы Моравии. В середине февраля из Пруссии были выдвинуты подкрепления (15 батальонов, 25 эскадронов, 90 орудий), и сам король прибыл к армии.
В это время австрийская армия фельдмаршала Нейпперга стала сосредоточиваться у Ольмюца. Нейпперг решил использовать растянутое расположение прусской армии и прорвать центр. 28 марта он перешёл в наступление от Эгерндорфа на Нейссе и Бриг. Фридрих решил, отступая на север, сосредоточить свои силы и разбить австрийцев.
5 апреля австрийцы вступили в Нейссе — искусным фланговым маршем Фридрих избежал поражения по частям и к 9 апреля сосредоточил у Олау большую часть своих сил. 10 апреля произошло сражение у деревни Мольвиц, окончившееся полным поражением австрийцев. Прусская армия расположилась на квартиры близ крепости Бриг (сдавшейся 4 мая), австрийцы отошли к крепости Нейссе. Победа имела огромное политическое значение: Франция и Бавария ускорили переговоры с Пруссией и 4 июня союз с ними был заключён.

## Вступление в войну Франции и Баварии, 1741 год
В конце июля французско-баварская армия начала военные действия, производя марш-манёвры в стиле кабинетных войн, избегая решительного столкновения. Курфюрст Карл Альбрехт во главе своего войска и французского вспомогательного корпуса под предводительством маршала Бель-Иля вторгся в Верхнюю Австрию, где жители Линца присягнули ему как эрцгерцогу.
Фридрих использовал затишье для исправления недостатков в обучении своей армии. 10 августа был взят пруссаками Бреслау.
Для дальнейших действий было решено, что французско-баварская армия будет наступать на Вену в то время, как прусская — удерживать австрийцев перед собой. Однако, курфюрст баварский, озаботившись приобретением новых территорий, направил по этому направлению лишь часть сил под командованием маршала Сегюра, а сам двинулся в Богемию, куда уже вступили саксонские войска. Вместе с саксонцами 27 ноября была взята Прага. 19 декабря курфюрст приказал приносить ему там присягу как королю. Затем он отправился во Франкфурт-на-Майне, где 24 января 1742 года был коронован в германские императоры под именем Карла VII.
Полное уничтожение Австрии и территориальное расширение своих союзников вовсе не входило в планы Фридриха, кроме того, прусская армия крайне нуждалась в отдыхе, поэтому, при содействии Англии, 11 октября в деревне Клейн-Шеллендорф между Пруссией и Австрией заключено было тайное перемирие на всю зиму. Все силезские крепости были сданы пруссакам.

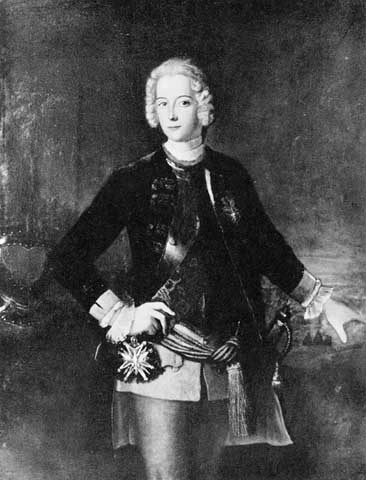
Король Пруссии Фридрих II в молодости

## Разрастание конфликта 1741—1742 годы
В ноябре 1741 года испанские войска герцога Монтемара вступили в Миланское герцогство, таким образом война началась и на итальянском театре. Испанско-неаполитанское войско напало на австрийские владения в Италии (Ломбардия, Парма, Пьяченца и Гуасталла).
Находясь в такой тяжёлой ситуации, Мария-Терезия стала искать спасения у венгров, которые на Пресбургском сейме 11 сентября 1741 года заручились от неё значительными гарантиями их самостоятельности и за эту уступку предложили ей существенное содействие.
Освободившись на время от Пруссии, Австрия обратила все свои силы против французов и баварцев. Венгерское ополчение было собрано, и усиленные им австрийские войска под начальством Кевенхюллера в конце декабря потрепали французов в бою при Санкт-Пёльтене, а затем осадили Сегюра в Линце и принудили его 24 января 1742 года к сдаче (в день избрания курфюрста баварского императором над именем Карла VII). Вскоре сдалась и крепость Пассау. Таким образом австрийцы снова заняли эрцгерцогство Австрийское, а затем в феврале 1742 года вторглись в Баварию, где предавались страшным неистовствам, но должны были, однако, опять уйти оттуда. Меньшего успеха добилось другое австрийское войско, направленное в Богемию. А между тем в это же время Фридрих II вторгся в Моравию.
Бездеятельность прусской армии, в условиях успехов австрийской, дольше продолжаться не могла. Фридрих прервал перемирие и в начале февраля 1742 года, сосредоточив часть своих сил и саксонцев к Ольмюцу, перешёл в наступление.
План был следующий: Фридрих с 40 тысячами должен был наступать в Нижнюю Австрию, французы и баварцы — вдоль Дуная на Вену.
Прусская армия двинулась от Ольмюца через Иглау и Брюнн на Вену. 15 февраля был занят Иглау; австрийцы под командованием генерала Лобковица отошли к Будвейсу.
В это время начался разлад между королём и саксонцами; последние считали, не без основания, дальнейшее движение к Вене крайне опасным. 20 февраля прусские передовые части подошли на один переход к Вене, армия занимала фронт Иглау — Цнайм — Никольсбург. Выдвинутое положение становилось опасным: в Венгрии собиралась армия, Кевенгюллер подходил к Кремсу. Фридрих решил отойти и осадить Брюнн. В начале апреля осада Брюнна была снята, саксонцы направлены к Праге, а прусская армия стала отходить на север и 17 апреля прибыла к Хрудиму.
Австрийская армия принца Лотарингского 10 апреля сосредоточилась к Цнайму (30 тысяч), 20 апреля подошла к Ольмюцу — пруссаки всюду отступали, и Моравия была вновь вся в руках австрийцев.

## Выход из войны Пруссии, 1742 год
7 мая принц Лотарингский прибыл в город Зоор (Соор), где узнал о нахождении пруссаков (28 тысяч) в окрестностях Часлау и Хрудима. Фридрих, узнав о приближении австрийцев, двинулся им навстречу, и 17 мая произошло сражение у Часлау, в котором прусский король одержал новую победу. Тогда Мария-Терезия по совету Англии решилась заключить с Пруссией Бреславльский мир (11 июня 1742 года), по которому Верхняя и Нижняя Силезия и графство Глац отошли к Пруссии.
Австрия снова обратила все свои силы против французов, испанцев и баварцев. Герцог Брольи, принявший командование над французско-саксонской армией, был заперт в Праге. В городе скоро появились болезни и голод, вынудивший герцога, оставив в Праге маршала Бель-Иля с 22-тысячным корпусом, уйти с остальными войсками из Богемии. Бель-Иль держался в Праге до декабря, а затем пробился сквозь австрийские войска в Баварию. Сюда же, после занятия Праги, вторглись и австрийцы, овладели большей частью Баварии и заняли Мюнхен.

## Действия в Италии, 1742—1743 годы
В Италии счастье тоже склонилось на сторону Марии-Терезии. Король сардинский Карл Эммануил сначала заключил союз с Францией, надеясь получить герцогство Миланское, однако видя желание Франции передать эту территорию Испании, он удовольствовался английскими деньгами и уступкой австрийской территории в Ломбардии. Получив графство Ангиери, значительную часть княжества Павии, и владения Бобио и Пьяченцу, Сардинское королевство встало на сторону австрийцев (Туринский договор 1742 года). Объединённая австрийско-сардинская армия вытеснила Монтемара из графства Моденского.
Также австрийцы получили от Англии и военную поддержку. Английский отряд из 6 кораблей, 6 фрегатов и 2 бомбардирских судов, под командованием адмирала Мартина, внезапно появился в Неаполе и потребовал отказа короля от военных действий в Северной Италии, где против австрийцев сражалось 20 000 солдат неаполитанских войск. Под угрозой немедленной бомбардировки король Карл, которому английский адмирал дал всего один час на размышление, вынужден был согласиться на отзыв войск и дальнейший нейтралитет.
Другая испанская армия, под командованием инфанта Филиппа, вступившая в Пьемонт из Прованса, с намерением овладеть Ниццей, также потерпела неудачу.
В наступившем 1743 году успехи австрийцев продолжались. Оставив часть своих сил в Баварии, фельдмаршал Траун с остальными двинулся в северную Италию. 8 февраля герцог Монтемар потерпел поражение при Кампо-Санто и вынужден был очистить Модену.

## Вступление в войну Великобритании, 1743 год
Великобритания, не желавшая допускать усиления Франции, уже с самого начала войны выдавала Австрии денежные субсидии, а теперь решилась принять в этом году более деятельное участие в войне: во Фландрии была собрана 43-тысячная армия (так называемая Прагматическая) под командованием английского короля. Выставленная против неё французская армия маршала Ноаля была разбита 27 июня под Деттингеном и вынуждена отойти за Рейн, куда была оттеснена из Баварии и армия Брольи; последняя заключила 27 июня перемирие при Нидер-Шенфельде.
«Прагматическая армия» дошла до Вормса, после чего, 13 сентября 1743 года, по Вормскому договору (ит.) Сардиния, подкупленная английскими деньгами присоединились к союзу с Австрией. 20 декабря того же года также поступила и Саксония.

## Дальнейшие успехи Австрии, 1744 год

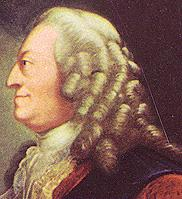
Георг II Английский

В начале 1744 года весь правый берег Рейна был в руках австрийцев. Фридриху становилось ясным, что обладанию Силезией грозила опасность, надо было положить предел успехам Австрии. Он деятельно принялся за возобновление войны: 22 мая состоялась так называемая «Франкфуртская Уния» между императором, Баварией, Францией, Курпфальцем, Гессен-Касселем и Пруссией, имевшая целью «поддержание императора и целостности Германии», а 5 июня Пруссия заключила союз c Францией.
План войны заключался в следующем: французская армия (100 тысяч человек) должна была оперировать против Прагматической армии и отвлечь в Нидерланды часть австрийских сил из Баварии, 80 тысяч пруссаков должны были вторгнуться в сентябре в Богемию, овладеть Прагой, Будвейсом и разбить австрийцев в открытом поле.
В течение лета 1744 года французы одержали ряд побед в Нидерландах. В июле принц Лотарингский перешёл Рейн и, в свою очередь, нанёс в Эльзасе несколько поражений другой французской армии.

## Действия на море, 1744 год
Одновременно с этим военные действия между англичанами и французами начались и на море, причём последние терпели неудачи. Франция с 1741 года находилась в войне с Австрией и в морскую войну с Англией она была втянута вследствие своего союза с Испанией.
В 1743 году испанцы хотели произвести высадку в Генуе, которая склонялась на их сторону, но появление английской эскадры заставило их отступить в Тулон, который англичане заблокировали, устроив себе стоянку на Гиерском рейде. Испанцы на основании договора потребовали, чтобы французы поддержали испанский флот.
19 февраля 1744 года союзники (16 французских кораблей, под командованием адмирала де Курта, и 12 испанских, под командованием адмирала дона Наварро) вышли из Тулона в море. С Гиерского рейда за ними немедленно погналась английская эскадра из 29 кораблей под командованием адмирала Мэтьюса. 22 февраля произошёл нерешительный бой (Тулонское сражение), после которого Мэтьюс отступил и не мешал союзникам продолжать свой путь. После этого сражения Франция объявила войну Англии.
На севере была снаряжена армия в 15 000 человек, которую предполагалось под прикрытием флота перебросить через Ла-Манш с претендентом на английский престол Карлом Стюартом, но экспедиция была рассеяна английским флотом и штормами.

## Пруссия возобновляет войну и добивается выгодного мира 1744—1745 годы

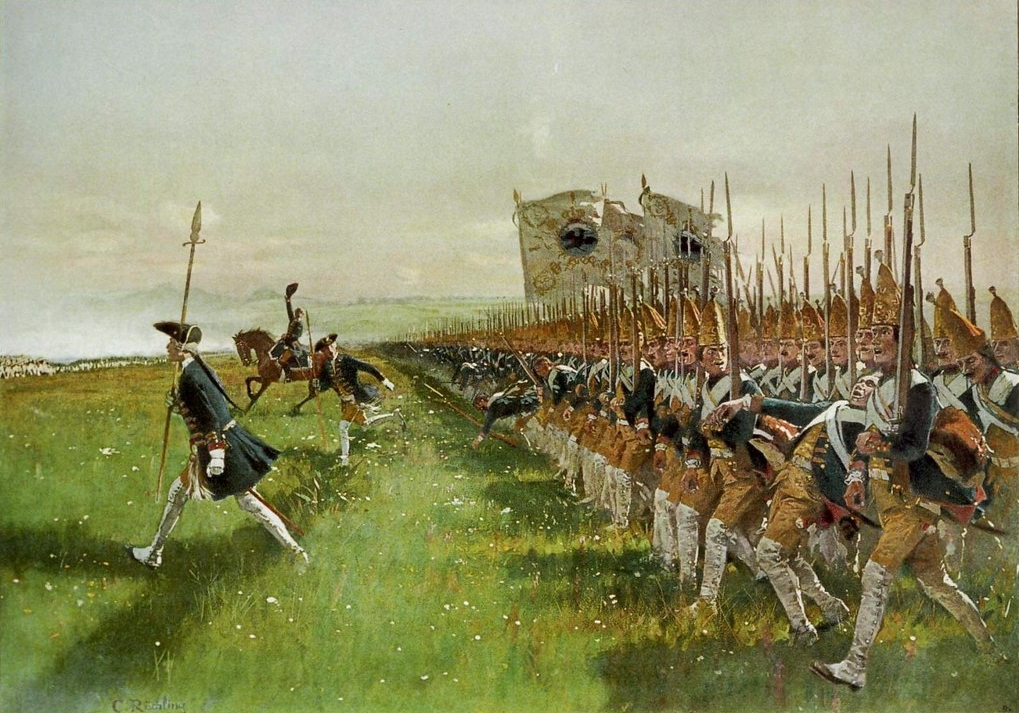
Битва при Гогенфридберге, «Атака прусской пехоты», картина Карла Рёхлинга

23 августа 1744 года 70 тысяч пруссаков вступили без объявления войны в пределы Богемии. В Силезии Фридрихом оставлены были 18 тысяч, в пределах Пруссии, как заслон против Саксонии — 17 тысяч. 6 сентября была осаждена Прага, 16 сентября эта крепость сдалась (13 тысяч пленных, 130 орудий).
Неожиданное открытие Пруссией военных действий захватило Австрию совершенно врасплох: в пределах Богемии имелось лишь 15 тысяч, ближайшие подкрепления собирались в Венгрии, принц Карл Лотарингский находился за Рейном, рассчитывать можно было только на 20 тысяч саксонцев.
Заняв Прагу, Фридрих направился к городу Табор, с целью угрожать Нижней Австрии и отвлечь на себя армию принца Карла. В это время под Будвейсом собралось под командованием Трауна около 45 тысяч австрийских и венгерских войск, начавших действовать на коммуникациях Фридриха. Последнему пришлось отступить к границам Силезии.
После прибытия принца Карла и соединении его с армией Трауна, австрийцы начали маневрировать против Фридриха, уклоняясь от решительного боя и мешая производству фуражировок. Развившиеся болезни, крайний недостаток продовольствия и необходимость отдыха заставили Фридриха уйти в Силезию. Большинство городов с прусскими гарнизонами в Богемии были постепенно взяты австрийцами; 25 ноября сдалась им Прага.
Между тем, к концу 1744 года вся Бавария была очищена от австрийцев, французы вновь перешли Рейн и заняли Австрийскую Швабию. Затем, в начале 1745 года, австрийцы разбили баварцев и французов при Амберге, 15 апреля гессенцев при Пфаффенгофене. 20 января 1745 года скончался император Карл VII. Его сын — баварский курфюрст Максимилиан заключил в Фюссене (22 апреля) с Австрией сепаратный мир, по которому отказывался от всяких притязаний на престолонаследие, взамен чего получил назад все завоёванные австрийцами в течение войны области. Императорская корона теперь досталась супругу Марии-Терезии, Францу I (13 сентября).
В конце апреля 1745 года в Богемии главные силы австрийцев находились у Кениггреца. По присоединении к ним саксонцев численность их достигала 90 тысяч человек. План действий австрийцев заключался в наступлении по двум операционным направлениям: от Кениггреца на Глац и из Лузации в тыл прусской армии, кроме того, в Южной Силезии должны были наступать лёгкие венгерские войска (10 тысяч).
Прусская армия (80 батальонов, 160 эскадронов) в это время была расположена вблизи Франкенштейна. Желая завлечь неприятеля в Силезию и разбить его при выходе из гор, Фридрих распустил слух, что отступает в Бреславль. Австрийцы поддались на обман: 22 мая армия союзников перешла в наступление, но, двигаясь очень медленно, дала возможность Фридриху собрать все свои силы. Сойдя с гор, 4 июня под силезским Гогенфридбергом австрийцы неожиданно были атакованы и понесли полное поражение.
За отступившими назад в Богемию австрийцами последовал и Фридрих; он занял позицию между реками Эльбой и Аупой и начал маневрировать против сообщений противника; австрийцы ответили тем же, причём их действия были более успешны: прусская армия была вынуждена вновь покинуть Богемию и пойти в Силезию. На обратном пути пруссаки 30 октября были атакованы при Зооре, но, несмотря на численное превосходство австрийцев, последние были разбиты. Слабость сил не позволила использовать успех: преследования не было. Армия Фридриха расположилась в Силезии на зимних квартирах.
Зимой союзники задумали произвести нападение на Берлин, но Фридрих своевременно узнал об этом, собрав 35 тысяч, двинулся в Лузацию и 23 ноября разбил саксонцев при Гросс-Геннерсдорфе. 15 декабря саксонцы понесли новое поражение при Кессельдорфе, 16 декабря Фридрих занял Дрезден.
Этот ряд успехов ускорил начало мирных переговоров: 25 декабря 1745 года был заключён Дрезденский мир, между Австрией, Пруссией и Саксонией. Силезия осталась за Пруссией, а Фридрих признал императором супруга Марии-Терезии, избрание которого состоялось 13 сентября.

## Продолжение войны на других театрах боевых действий
Таким образом, на германской территории восстановилось спокойствие, но зато в Италии и Австрийских Нидерландах между Австрией и Англией, Соединёнными Провинциями и Сардинией с одной стороны и Францией и Испанией с другой — военные действия продолжались. Точно так же продолжалась и борьба на море и в колониях, причём перевес всегда был на стороне англичан.

## Действия на континенте, 1745 год
В 1745 году во Фландрии 80-тысячная армия, под командованием французского короля и графа Морица Саксонского, осаждала крепость Турне (с 25 апреля по 19 июня). Двинувшиеся на помощь союзные силы (50 тысяч) под командованием фельдмаршала Кёнигсегга были разбиты 11 мая при Фонтенуа. После падения Турне в течение лета были взяты ещё крепости Ауденарде и Остенде.
Наиболее частые видоизменения военного счастья проявлялись в Италии. Генуэзская республика стала на сторону врагов Австрии. К осени 1745 года армии Бурбонов, объединившись вместе с сильным контингентом генуэзцев захватили ряд городов: Тортона, Парма, Пьяченца. 27 сентября в сражении при Бассиньяне сардинский король потерпел поражение и очутился в таком тяжёлом положении, что едва ещё мог держаться в Пьемонте и Савойе. Франко-испанцы взяли Казале и 16 декабря Милан, хотя цитадель устояла. Вскоре сдались города Лоди и Комо, и к концу 1745 года вся Ломбардия, за исключением крепости в Мантуе и цитадели в Милане, оказалась под контролем Испании и Франции.

## Якобитское восстание, 1745—1746 год
Между тем Карл-Эдуард из дома Стюартов, являвшийся претендентом на английский престол, попытался по наущению французов всё же сделать высадку в Великобритании. В июле 1745 года, претендент один высадился в Шотландии, которая вся восстала в его пользу, и Англии одно время угрожала серьёзная опасность, но предприятие это кончилось весьма печально вследствие поражения его при Куллодене 27 апреля 1746 года.

## Действия на континенте, 1746 год
После того, как Австрия закончила в 1745 году Дрезденским миром Вторую Силезскую войну с королем Пруссии Фридрихом II, она усилила свои войска в Италии. 7 марта сдался австрийцам город Асти. В апреле были заняты Парма, Реджио и Гвасталла, и успех перешёл на сторону австро-сардинцев. 16 июня была одержана победа при Пьяченце, к осени французы и испанцы после еще одного поражения, при Роттофреддо, были совершенно вытеснены из Италии. Генуя была взята 6 сентября 1746 года, но уже 5 декабря народное восстание в Генуе (восстание Балиллы) заставило их уйти отсюда. Австрийцы и сардинцы проникли даже в Южную Францию, однако вскоре должны были уйти оттуда.
Во Фландрии Мориц Саксонский продолжал одерживать успехи: 22 февраля им взят Брюссель, 31 мая, после месячной осады — цитадель Антверпена, 10 июля — крепость Монс, в сентябре капитулировал Намюр, а 11 октября он одержал блестящую победу над союзниками при Року (фр.).

## Действия на море, 1746 год
В 1745 году английские колонисты с помощью нескольких английских кораблей овладели французской колонией Кап-Бретон с крепостью Луисбург. Для выручки французы послали эскадру из 10 кораблей, нескольких фрегатов и транспортов с 3500 человек войск, под командованием герцога д’Анвиль. Он вышел из Бреста 22 июня 1746 года и только через 3 месяца прибыл в Америку. Выдержав целый ряд штормов, во время которых было потеряно несколько транспортов, и потеряв от болезней больше 2000 человек, эскадра, не приняв участия в военных действиях, вернулась в ноябре во Францию.
В октябре 1746 года англичане сделали попытку уничтожить Лориан, служивший складом товаров Ост-Индской компании. Английская эскадра из 16 кораблей под командованием вице-адмирала Лестока, высадила у Лориана 7000 человек войск, но взять город англичанам не удалось, и им пришлось отступить.

## Действия на континенте, 1747 год
В Италии военные действия носили характер нерешительный: австро-сардинцы безуспешно блокировали Геную (апрель — июнь 1747 года), а наступление французов на Пьемонт было отражено в сражении при Ассьетте.
Успешнее французы действовали в Австрийских Нидерландах. В начале 1747 года обе стороны ограничивались во Фландрии маневрированием. 2 июля при Лауффельде союзная армия понесла новое поражение, после чего отступила за реку Маас. 14 июля французами была начата осада крепости Берген-оп-Зом, взятой штурмом 16 сентября.
Наконец и Россия стала на сторону Австрии (2 июня 1747 года), и русское вспомогательное войско двинулось через Германию к Рейну.
Это заставило Францию искать мира.
Тем не менее, в апреле-мае 1748 года французские войска под общим командованием Морица Саксонского в последние месяцы военной кампании в Нидерландах осадили и захватили голландскую пограничную крепость Маастрихт.

## Действия на море, 1747 год
Попытки французов послать подкрепления в Америку также не всегда были удачны. 14 марта 1747 года 6 французских кораблей, конвоировавших 30 транспортов и 5 судов Ост-Индской компании в Канаду и в Ост-Индию, под командованием капитанов де-ла-Жонкьер и Гроута-де-Сен-Жорок, были атакованы у мыса Финистерре английской эскадрой из 14 линейных кораблей, под командованием вице-адмирала Ансона. Все французские корабли были взяты, но вследствие разумных распоряжений Жонкьера и медлительности Ансона торговые суда поспели уйти.
14 октября 1747 года, опять у мыса Финистерре, 8 французских линейных кораблей под командованием коммодора Детербье де л’Этандюэра, конвоировавшего 250 транспортов в Вест-Индию, были настигнуты английской эскадрой из 14 линейных кораблей под командованием адмирала Хоука. После упорного боя 6 французских кораблей были взяты, но и английская эскадра была так повреждена, что не в состоянии была преследовать остальные корабли и транспорты. Ввиду этого Хоук послал в Вест-Индию небольшое судно с извещением о транспортах и вследствие этого часть их попала там в руки англичан.
Но усмотреть за всеми караванами англичане не могли, так как в общем их действия в эту войну были вялы, число кораблей, ими выставленных, не было достаточно велико и блокада неприятельских портов не была достаточно упорной. Поэтому всё-таки испанские и французские колонии в Америке, за исключением Кап-Бретона, с успехом защищались против англичан.
В Ост-Индии французы даже добились перевеса.

## Ахенский мир. Итоги войны
В апреле 1748 года был открыт конгресс в Ахене, на котором 30 апреля (между Англией, Францией и Голландией) и 25 мая постановлены были прелиминарные условия, а 18 октября заключён окончательный мир.
Всюду был восстановлен тот же порядок владения землями, что существовал и до войны. Прагматическая санкция была положительным образом гарантирована. Австрия, помимо уступки Пруссии Силезии и Глаца, была вынуждена ещё уступить герцогства Парму, Пьяченцу и Гуасталлу инфанту дону Филиппу Испанскому, а Сардинии была уступлена часть Миланского герцогства. Голландия вышла из этой войны вновь страшно ослабленной вследствие целого ряда неудач на суше.